# شهرستان پازارجیک
شهرستان پازارجیک (به بلغاری: Pazardzhik Municipality) یک شهرستان در بلغارستان است که در استان پازارجیک واقع شده‌است. شهرستان پازارجیک ۶۴۰ کیلومتر مربع مساحت دارد.